# ارویل آلدرسون
ارویل آلدرسون (انگلیسی: Erville Alderson؛ ‏ ۱۱ سپتامبر ۱۸۸۲ – ۴ اوت ۱۹۵۷) بازیگر اهل ایالات متحده آمریکا بود. وی بین سال‌های ۱۹۱۸ تا ۱۹۵۷ میلادی فعالیت می‌کرد.

## گزیدهٔ فیلم‌شناسی
- امپراتریس سرخ‌پوش
- ارواسمیت
- آقای اسمیت به واشینگتن می‌رود
- گروهبان یورک
- طلا جایی است که شما آن را پیدا می‌کنید
- مسیر سانتافه
- فرانسیس در نیروی دریایی
- نوت راکنی آمریکایی
- ماجراهای هاکلبری فین
- ماجراهای تام سایر
- هدف بلند
- مریلند
- لایتنینگ
- بادیگارد
- روزهای بهشت
- مرد بد
- دو خواهر اهل بوستون
- مهمان سیزدهم
- جسی جیمز
- خوشه‌های خشم
- ایب لینکلن در ایلینوی
- بازگشت طولانی جونز